# Jon Brower Minnoch
Jon Brower Minnoch (* 29. September 1941 auf Bainbridge Island, Washington; † 10. September 1983 in Seattle, Washington) gilt als schwerster Mensch, der bislang gelebt hat. Seine Körpergröße als Erwachsener betrug 185 cm. Schon im Alter von 12 Jahren wog er 133 kg, im Alter von 22 dann schließlich 230 kg. Im September 1976 wurde er mit 442 kg gemessen. Im März 1978 musste er wegen eines extremen Ödems ins Krankenhaus eingeliefert werden. Sein Gewicht konnte zu dieser Zeit nicht gemessen werden; ein Arzt schätzte es auf etwa 635 Kilogramm. Er verbrachte dort zwei Jahre und nahm 419 Kilogramm ab, die bisher größte bekannte Gewichtsabnahme. Jedoch war sein Körper durch seine extreme Esssucht so stark strapaziert, dass er 19 Tage vor seinem 42. Geburtstag durch ein Ödem starb.